# 索托瓦尼亚多伊普里奥拉托
索托瓦尼亚多伊普里奥拉托，是西班牙卡斯蒂利亚-莱昂帕伦西亚省的一个市镇。 总面积25平方公里，总人口182人（2001年），人口密度7人/平方公里。